# Sabine Verheyen
Sabine Verheyen (ur. 24 października 1964 w Akwizgranie) – niemiecka polityk i samorządowiec, posłanka do Parlamentu Europejskiego VII, VIII, IX i X kadencji, wiceprzewodnicząca PE X kadencji.

## Życiorys
W 1988 ukończyła studia z zakresu architektury w wyższej szkole zawodowej w Akwizgranie. W 1994 została radną tego miasta, a w 1999 burmistrzem Akwizgranu. W 1990 wstąpiła do Unii Chrześcijańsko-Demokratycznej, zasiadła w zarządzie tej partii w Nadrenii Północnej-Westfalii.
W wyborach w 2009 z listy CDU uzyskała mandat posłanki do Parlamentu Europejskiego VII kadencji. Przystąpiła do grupy Europejskiej Partii Ludowej, weszła w skład Komisji Kultury i Edukacji. W 2014, 2019 i 2024 z powodzeniem ubiegała się o europarlamentarną reelekcję. W lipcu 2024 została wiceprzewodniczącą PE X kadencji.